# مجله کلاسیک
مجله کلاسیک (انگلیسی: The Classical Journal) فصلنامه داوری همتا ژورنال دانشگاهی از مطالعات کلاسیک است که توسط انجمن کلاسیک غرب میانه و جنوب منتشر می‌شود.